# Blast (película)
Blast (titulada: Bajo la ley del terror o Explosión en España) es una película estadounidense de acción de 1997, dirigida por Albert Pyun, que a su vez la escribió, musicalizada por Anthony Riparetti, en la fotografía estuvo George Mooradian y los protagonistas son Linden Ashby, Andrew Divoff y Kimberly Warren, entre otros. El filme fue producido por Cruel Stories Inc. y Filmwerks; se estrenó el 13 de mayo de 1997.

## Sinopsis
Unos terroristas toman como rehenes a los deportistas que están por ir a los Juegos Olímpicos. Ellos están decididos a hacer lo que sea si no cumplen con lo que piden.